# 동천체육관
동천체육관(東川體育館)은 울산광역시 중구 남외동에 위치한 종합 실내 경기장으로 2000년 8월에 완공되었으며, 기아자동차 농구단이 울산광역시로 연고지를 옮겨 2001년부터 울산 현대모비스 피버스 프로농구단의 홈 경기장으로 사용되고 있다. 이 외에도 울산광역시 경기단체연맹, 울산광역시 생활체육협의회, 울산광역시 체육회 등이 입주해 있다.
이 체육관은 1991년 8월 착공했으나 공정 70%인 상태에서 관중석 옹벽과 옥외 휴게실 지붕 등에서 비가 새고 바닥에 균열 현상이 발하는 바람에 감사원의 지적에 따라 1996년 3월 공사 중지 명령이 내려지고 말았다. 다시 3년만인 1999년 2월 재시공돼 2000년 8월 완공됐다. 그러나 그 후에도 여러 하자 등이 발생하여 2004년까지 10여 차례의 보수를 해야만 했다.
동천체육관은 천장이 자연광이 비출 수 있는 테플론으로 설계되어 채광 면에서는 가장 좋은 체육관 중 하나로 꼽힌다.

## 부대 시설
- 다목적 경기장 - 풋살경기장 1면, 족구장 3면